# 國民大會代表自肥案
國民大會代表自肥案，是指1999年9月中華民國第三届國民大會進行第五次修憲時，通過的總統、立法委員及國民大會代表的延任案獲得通過，因而所引起的憲政爭議。

## 过程
自第四次修憲案通過後，尤其是凍結「教育預算比例」的憲法條文引來一片罵聲。國民大會議長錢復因繼王作榮出任監察院院長，於是由蘇南成繼任。蘇南成串連中國國民黨及民主進步黨的國大代表，強渡關山通過第五次修憲案。由於蘇南成看似是得到國民黨的默許，當時身兼國民黨主席李登輝總統的唯一權威且不可動搖，自上次「凍省」的前車之鑑，故國民黨黨政幹部無法有效阻止蘇南成的行為。
第五次增修條文中，其中關於國大代表任期的條文，以「選制改革」為名，國民大會代表自四屆起，改以政黨比例代表制產生，人數減為300人，為了要統一任期，於是第三届国代與第四届立委任期均延長至2002年6月30日。但第四届立委的任期只是延長了五個月，而第三届国代任期則延長二年有餘，等同是國代自肥。
由於國民大會自行延長任期制度引發輿論強烈批評，國民黨在輿論壓力下決定開除蘇南成的黨籍，由於蘇南成是不分區國代，亦因此失去國大代表及議長的資格，國民黨中常會亦通過由國民黨立法院黨團將本次修憲案送請司法院大法官解釋。最後司法院大法官在2000年總統大選後作成釋字第499號解釋，明確指出第三屆國民大會修憲議事程序有明顯重大瑕疵，修憲實質內容違反憲政精神的本質，修憲結果自解釋公布之日起失效。
有說法認為當時的第三届国大代表眼見延長任期落空，加上親民黨的崛起，於是大幅修改增修條文（第六次修憲），把國民大會虛級化，同時取消憲法原文所規定的司法院大法官的終身職待遇以示報復。

## 各方反應
國、民兩黨國代為了自清，紛紛發動連署，表示從明年原定任期屆滿後，停止支領薪資，並且支持任何順應民意的補救措施。但輿論也提出，國代本屬無給職，根本沒有薪資，所領各項費用為助理與工作津貼，所以需以書面提出自何時起至何時止，拒領哪項費用，才有實質意義。
- 中國國民黨副主席連戰指責國代沒有真正了解民意，這個修正案與國民黨規劃預期的方案完全不同，他非常遺憾。
- 民進黨總統提名人陳水扁則指出，未來能否藉國代選舉改採全額政黨比例制凍結國代選舉，逐步達成國會改革的理想與目標，有待進一步的觀察，全民應一起監督。
- 新黨提名人李敖、脫黨參選的宋楚瑜、許信良也表達了反對與遺憾的立場。

## 參照
- 美国宪法第二十七修正案

## 腳註
1. ↑  中國時報，2000.4.26.第三版
2. ↑  國大自行延任　撩動憲政風波 1999.10 台灣光華雜誌